# Deinacrida parva
Deinacrida parva är en insektsart som beskrevs av Walter Buller 1894. Deinacrida parva ingår i släktet Deinacrida och familjen Anostostomatidae. IUCN kategoriserar arten globalt som otillräckligt studerad. Inga underarter finns listade i Catalogue of Life.